# Léon Schulz
Pour les articles homonymes, voir Schulz.
Émile Léon Schulz né à Lyon le 13 février 1872 et mort à Montpellier le 19 novembre 1969 est un peintre, graveur, illustrateur, aquarelliste et sculpteur français. 

## Biographie
Léon Schulz expose au Salon des artistes français et est nommé chevalier de la Légion d'honneur en 1918.
Il collabore à la revue Les Annales politiques et littéraires et aux publications de la Société de la gravure sur bois originale.
Il est élu membre de l'Académie des sciences, belles-lettres et arts de Lyon en 1931.
Léon Schulz meurt à Montpellier le 19 novembre 1969.

## Œuvres

### Illustrations
- Dans la détresse des choses, suite de gravures sur bois originales, avec l'interprétation poétique de G. Blot, Paris, Georges Crès et Cie, 1920
- Anthinéa d’Athènes à Florence de Charles Maurras, Paris, Georges Crès et Cie, 1922.
- Mademoiselle Dax, jeune fille, de Claude Farrère, Paris, Henri Jonquières et Cie, 1922.
- Ironie et poésie de Charles Maurras et Jacques Bainville, gravures sur bois, Le Pigeonnier, 1923.
- La Prodigieuse Vie D'Honoré de Balzac de René Benjamin, Paris, Plon, 1928.
- Les Contes de la Montagne de Henry Bordeaux, Paris, 1928, collection L'adolescence catholique.

### Aquarelles
- Retour de Pêche à Sète, entre 1918 et 1969, collection F. et E. Amsler[réf. nécessaire].
- Bleuets, entre 1918 et 1969, collection F. et E. Amsler[réf. nécessaire].
- Pont de pierres dans la garrigue, entre 1918 et 1969, collection F. et E. Amsler[réf. nécessaire].
- Sentier de la Méditerranée, entre 1918 et 1969, collection F. et E. Amsler[réf. nécessaire].
- Oliviers au bord d'un chemin, entre 1918 et 1969, collection F. et E. Amsler[réf. nécessaire].
- Louis-Pauline Amsler, née Schultz et fille de l'artiste, entre 1910 et 1914, collection M. et V. Amsler[réf. nécessaire].
- Péniche sur la Saône, en amont de Lyon,  entre 1918 et 1969, collection M. et V. Amsler[réf. nécessaire].
- Portrait de François Pompon, sculpteur et ami de l'artiste, collection M. et V. Amsler[réf. nécessaire].

### Sculptures
- Buste de Michel Amsler, petit-fils de l'artiste, entre 1935 et 1937, collection M. et V. Amsler[réf. nécessaire].